# Hilaria Baldwin
Hilaria Baldwin, nascuda Hillary Lynn Hayward-Thomas (6 de gener de 1984) és una escriptora estatunidenca, personatge televisiu i instructora de ioga de celebritats. És cofundadora de Ioga Vida, una acadèmia de ioga al barri NoHo de Manhattan que ofereix classes de ioga, tallers, escapades i programes d'entrenament. El 2016 va publicar el seu primer llibre, The Living Clearly Method: 5 Principles for a Fit Body, Healthy Mind & Joyful Life.

## Biografia
Hillary Lynn Hayward-Thomas va néixer el 6 de gener de 1984 a Boston. Ella és filla d'Kathryn Hayward i David Thomas Jr. Els seus pares vivien a Mallorca des de 2011.
Va estudiar Història de l'Art i Dansa a la Universitat de Nova York. No obstant això, mai no va voler perdre les seves arrels i perfeccionar els seus moviments de ball flamenc, una disciplina que combina amb el ioga
En 2005 va començar a fer classes de ioga. L'estiu de 2012, va llançar SoulYoga, una tipologia d'exercici pertanyent a SoulCycle dissenyada per a enfortir els músculs quan es fa bicicleta en espais tancats.
Ha aparegut com una autoritat del fitnes en programes de televisió com E! News, Rachael Ray, Good Afternoon America, i el programa de Plum TV, Yoga with a View, com també en publicacions com Fitness Magazine, US Weekly i What to expect. A més, és corresponsal d'«estil de vida» al programa de televisió Extra, on s'encarrega de cobrir temes com fitnes, moda, celebritats i altres notícies relacionades. Per aquest motiu, ha entrevistat personatges com Chris Christie, Jane Fonda, Emma Stone o Tony Bennett.
Disposa d'un canal a YouTube on comparteix consells i trucs per iniciar-se en la pràctica del ioga.

## Vida personal
El setembre de 2011 va conèixer l'actor Alec Baldwin en un restaurant vegetarià de Manhattan. La parella es va casar el juny de 2012 a Nova York. Es va convertir en madrastra de la filla de Baldwin amb Kim Basinger, Ireland Baldwin. Tenen cinc fills junts: Carmen Gabriela (2013), Rafael Thomas (2015), Leonardo Àngel Charles (2016), Romeo Alejandro David (2018) i Eduardo Pau Lucas (2020).
L'abril de 2019 va compartir a les xarxes socials que estava patint un avortament espontani del que hauria estat el seu cinquè fill, fet que va ser aplaudit pels seus admiradors. El setembre de 2019 va confirmar que estava esperant un altre fill. Un mes després va confirmar que es tractava d'una nena. No obstant això, el novembre de 2019 va confirmar que havia perdut també aquest nadó. Finalment, un embaràs anunciat l'abril de 2020 va arribar a bon terme.

## Obres
- Baldwin, Hilaria. The Living Clearly Method: 5 Principles for a Fit Body, Healthy Mind & Joyful Life (en anglès).  Rodale, 2016-12-27. ISBN 978-1-62336-698-8.
- Baldwin, Carmen; Baldwin, Hilaria. Glowing Up: Recipes to Rock Your Natural Beauty (en anglès).  Di Angelo Publications, 2025-04. ISBN 978-1-962603-32-4.
- Baldwin, Hilaria. Manual Not Included (en anglès).  Simon and Schuster, 2025-05-06. ISBN 978-1-6680-1000-6.